# Rietbrock (Wisconsin)
Rietbrock es un pueblo ubicado en el condado de Marathon en el estado estadounidense de Wisconsin. En el Censo de 2010 tenía una población de 981 habitantes y una densidad poblacional de 11,17 personas por km².

## Geografía
Rietbrock se encuentra ubicado en las coordenadas 44°59′16″N 90°1′13″O / 44.98778, -90.02028. Según la Oficina del Censo de los Estados Unidos, Rietbrock tiene una superficie total de 87.86 km², de la cual 87.86 km² corresponden a tierra firme y (0%) 0 km² es agua.

## Demografía
Según el censo de 2010, había 981 personas residiendo en Rietbrock. La densidad de población era de 11,17 hab./km². De los 981 habitantes, Rietbrock estaba compuesto por el 97.86% blancos, el 0.2% eran afroamericanos, el 0.82% eran amerindios, el 0.41% eran asiáticos, el 0% eran isleños del Pacífico, el 0% eran de otras razas y el 0.71% pertenecían a dos o más razas. Del total de la población el 0.71% eran hispanos o latinos de cualquier raza.